# Nettleham
 (janvier 2019).
Si vous disposez d'ouvrages ou d'articles de référence ou si vous connaissez des sites web de qualité traitant du thème abordé ici, merci de compléter l'article en donnant les références utiles à sa vérifiabilité et en les liant à la section « Notes et références ».
Nettleham est un village et une paroisse civile dans le district de West Lindsey du Lincolnshire, en Angleterre, à 6,4 km au nord-est de la ville de Lincoln.

## Démographie
La population de la paroisse civile était de 3 437 habitants au recensement de 2011.

## Communauté
Nettleham a remporté plusieurs fois le "Best Kept Village Award". 
De grands lotissements modernes entourent le vieux centre du village.
Nettleham est également l'emplacement du quartier général de la police du Lincolnshire à l'ouest du village près de l'A46 (en). Il a été ouvert par la Reine en 1980.
La paroisse comprend un puits de pétrole appartenant à Star Energy, qui est en production depuis 1985. 

## Jumelage
- Mulsanne en France en Pays de la loire depuis 1993